# Frits Lugt
Frederik Johannes (Frits) Lugt (Amsterdam, 4 mei 1884 – Parijs, 15 juli 1970) was een Nederlands kunstverzamelaar en grondlegger van de Fondation Custodia en het Institut Néerlandais te Parijs.

## Familie
Lugt was lid van de in het Nederland's Patriciaat opgenomen familie Lugt. Hij was een zoon van ir. Frederik Johannes Lugt (1855-1935), directeur van een zwavelzuurfabriek, en diens eerste vrouw Jeannette Petronella Verschuur (1856-1920). Hij trouwde in 1910 met Jacoba Klever (1888-1969), uit welk huwelijk vijf kinderen werden geboren.

## Loopbaan
Lugt interesseerde zich al vroeg voor de kunst en bezocht in zijn jeugd al het Rijksmuseum en het Rijksprentenkabinet. Zijn interesse gold vooral Rembrandt van Rijn, zeker na de grote aan hem gewijde tentoonstelling in 1898. Hij schreef daarna een overzicht van alle tot dusver verschenen literatuur over Rembrandt, met daarbij kopieën van diens werk. Anton Mensing, de eigenaar van het beroemde veilinghuis Frederik Muller, zag dit manuscript terwijl hij een medewerker zocht. Daarop werd Lugt aangenomen en hij werkte tussen 1901 en 1915 bij Mensing in het veilinghuis, vanaf 1911 als deelgenoot. Het schrijven van catalogi behoorde tot zijn werkzaamheden.
In 1915 verliet Lugt de firma. Hij was toen al begonnen met het aanleggen van een eigen verzameling. In 1921 verscheen een standaardwerk: Les marques de collections de dessins et d'estampes waarin merken van verzamelaars en hun biografieën worden beschreven. In 1922 kreeg hij de opdracht van de Franse minister van Schone Kunsten tot het maken van een inventaris van alle tekeningen uit de Noordelijke scholen in grote Parijse instellingen; dit resulteerde in het negendelige werk Inventaire général des dessins dans les collections publiques de France, verschenen tussen 1927 en 1968.
In 1931 overleed zijn schoonvader, die een aanzienlijk vermogen naliet. Daarna vestigde hij zich met zijn gezin in Parijs. Tijdens de Tweede Wereldoorlog verbleef het gezin Lugt in Zwitserland, later in de Verenigde Staten. Na de oorlog bleek een deel van de collectie door de Duitse bezetter in beslag genomen. Hierdoor aangezet bracht hij in 1947 zijn hele collectie onder in de Fondation Custodia, een stichting volgens Zwitsers recht. In 1956 kocht hij twee panden in de Rue de Lille Parijs: hij bracht er zijn kunstcollectie onder in het achttiende-eeuwse Hôtel Turgot. Het pas opgerichte Institut Néerlandais werd gevestigd in het pand aan de straatkant.
Sinds het overlijden van Frits Lugt in 1970 beheert de Fondation Custodia de collectie Frits Lugt. De Fondation Custodia organiseerde vele tentoonstellingen met onder andere werken uit de eigen collectie in het Institut Néerlandais. Eind 2013 sloot het Institut Néerlandais, na besluit van het Ministerie van Buitenlandse Zaken de subsidie stop te zetten.